# Michael Ritchie
Michael Brunswick Ritchie (Waukesha, Wisconsin, Estats Units, 28 de novembre de 1938 − Nova York, Estats Units, 16 d'abril de 2001) va ser un director de cinema estatunidenc.

## Filmografia[2]
- 1952: Omnibus (sèrie TV)
- 1961: Dr. Kildare (sèrie TV)
- 1966: Felony Squad (sèrie TV)
- 1967: The Outsider (TV)
- 1968: The Outsider (pilot sèrie TV)
- 1968: The Sound of Anger (TV)
- 1969: The Survivors (sèrie TV)
- 1969: Downhill Racer
- 1972: Carn viva (Prime Cut)
- 1972: El candidat (The Candidate)
- 1975: Smile
- 1976: The Bad News Bears
- 1977: Semi-Tough
- 1979: An Almost Perfect Affair
- 1980: The Island
- 1980: Divine Madness
- 1981: Student Bodies
- 1983: The Survivors
- 1985: Fletch
- 1986: Wildcats
- 1986: The Golden Child
- 1988: The Couch Trip
- 1989: Fletch Lives
- 1992: Diggstown
- 1993: The Positively True Adventures of the Alleged Texas Cheerleader-Murdering Mom (TV)
- 1994: Cops and Robbersons
- 1994: The Scout
- 1997: Comfort, Texas (TV)
- 1997: A Simple Wish
- 1999: Beggars and Choosers" (sèrie TV)
- 2000: The Fantasticks
- 2002: Big Shot: Confessions of a Campus Bookie, d'Ernest R. Dickerson (Telefilm)

## Premis i nominacions

### Nominacions
- 1981: Razzie Awards al pitjor director per The Island
- 1993: Primetime Emmy al millor director de minisèrie o especial per The Positively True Adventures of the Alleged Texas Cheerleader-Murdering Mom